# 劉琬
劉琬（1445年—1529年），本姓高，字德資，號仰峰。江西宜春縣人，明朝官員。官至副都御史。

## 生平
早年出身國子生，成化四年（1468年）戊子科江西鄉試第八十四名。成化十四年（1478年）戊戌科會試第一百二十五名，殿試登進士第三甲第十九名。任松陽知縣，調上海縣，修整學宮，政績卓著，弘治四年二月升任南京貴州道御史，出知松江府。正德元年（1506年）七月升陕西布政司右参政，调任湖广，四年二月升湖广右布政使，八月轉浙江左布政使，六年（1511年）十一月升任都察院右副都御史、抚治郧阳等处。家居十五年，嘉靖八年己丑三月一日卒于家，年八十五。

## 家族
本姓高，原籍安成县笪橋，有高隆来家宜春，与中表刘以文厚善，以文无嗣，隆以次子原亨嗣之，即刘琬之祖父。曾祖父劉以文。祖父劉原亨。父亲劉仕忠，曾任縣丞。劉琬元配戚氏、继王氏皆赠封淑人，四子：高祉（嘉靖元年舉人）、高祚、高祐。